# Кубацкий, Давид
Давид Гжегож Кубацкий (пол. Dawid Grzegorz Kubacki; род. 12 марта 1990 года, Новы-Тарг, Малопольское воеводство, Польша) — польский прыгун с трамплина, бронзовый призёр зимних Олимпийских игр 2018 и 2022 годов и двукратный чемпион мира. Победитель Турне четырех трамплинов 2019/20.

## Спортивная карьера

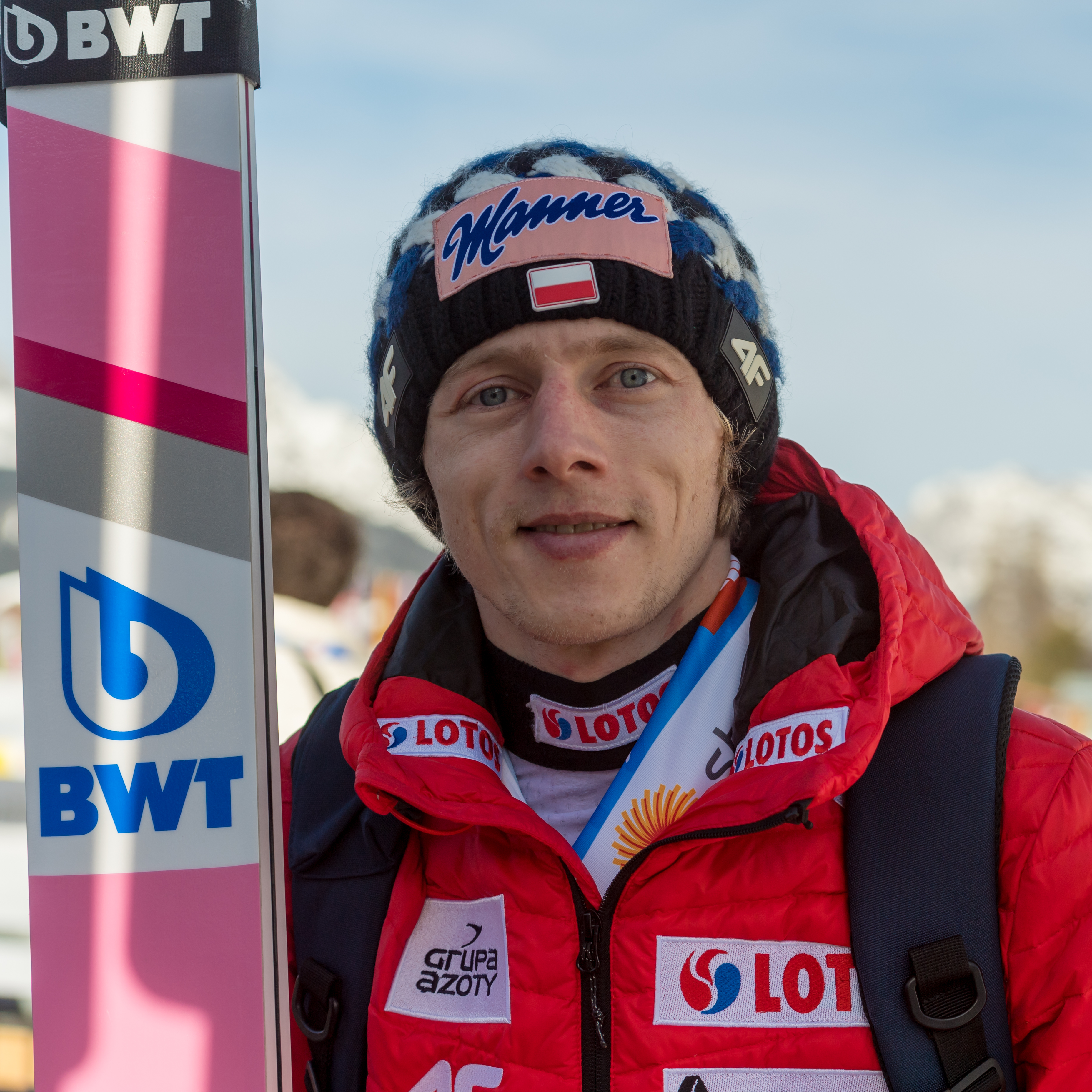
2019 год

Дебютировал на этапе Кубка мира 16 января 2009 года в родном Закопане.
В сезоне 2012/13 Давид набрал первые очки в Кубке мира на этапе в Куусамо. В этом же сезоне впервые участвовал в чемпионате мира в Валь-ди-Фьемме, где вместе с партнерами завоевал бронзовую медаль в командном первенстве на большом трамплине, в личном зачете был 20-м на большом трамплине.
В сезоне 2013/14 Кубацкий принял участие в зимних Олимпийских играх в Сочи, где принял участие в прыжках с нормального трамплина (HS106), но занял лишь 32-е место.
В сезоне 2016/17 Давид вместе с партнерами становится чемпионом мира в командном первенстве на большом трамплине в финском Лахти. В индивидуальных соревнованиях он дважды занимает 8 место на большом и нормальном трамплинах.
На Олимпийских играх 2018 года в Пхёнхчане завоевал бронзу в составе сборной Польши в командных прыжках.
13 января 2019 года в итальянском Валь-ди-Фьемме Давид в возрасте 28 лет одержал первую победу на индивидуальных соревнованиях на этапе Кубка мира.
1 марта 2019 года выиграл золото чемпионата мира в австрийском Зефельде в прыжках со среднего трамплина, опередив на 2,8 балла Камиля Стоха.
6 января 2020 года Кубацкий стал победителем Турне четырёх трамплинов, оформив победу на последнем этапе в Бишофсхофене. 
На Олимпийских играх в Пекине Давид во второй день соревнований 6 февраля 2022 года в индивидуальных прыжкам со среднего трамплина завоевал бронзовую медаль.
Если до сезона 2022/23 на счету Кубацкого было всего 5 личных побед на этапах Кубка мира, то к 4 января 2023 года он одержал ещё пять побед, а также дважды был вторым. На Турне четырёх трамплинов 2022/2023 выиграл этап в Инсбруке и занял второе место, уступив Халвору Эгнеру Гранеруду, выигравшему 3 из 4 этапов.

## Результаты на крупнейших соревнованиях

### Зимние Олимпийские игры
| Олимпийские игры | Средний трамплин | Большой трамплин | Команда | Смешанная команда |
| ---------------- | ---------------- | ---------------- | ------- | ----------------- |
| 2014 Сочи        | 32               | —                | —       | н/д               |
| 2018 Пхёнчхан    | 35               | 10               | 3       | н/д               |
| 2022 Пекин       | 3                | 26               | 6       | 6                 |

### Личные победы на этапах Кубка мира (10)
Синим выделены победы на этапах Турне четырёх трамплинов
| №  | Сезон   | Дата        | Место проведения    | Название трамплина          | HS    |
| -- | ------- | ----------- | ------------------- | --------------------------- | ----- |
| 1  | 2018/19 | 13 янв 2019 | Валь-ди-Фьемме      | Trampolino Giuseppe Dal Ben | HS135 |
| 2  | 2019/20 | 6 янв 2020  | Бишофсхофен         | Paul-Ausserleitner-Schanze  | HS142 |
| 3  | 2019/20 | 18 янв 2020 | Титизе-Нойштадт     | Hochfirstschanze            | HS142 |
| 4  | 2019/20 | 19 янв 2020 | Титизе-Нойштадт     | Hochfirstschanze            | HS142 |
| 5  | 2020/21 | 1 янв 2021  | Гармиш-Партенкирхен | Большой Олимпийский         | HS142 |
| 6  | 2022/23 | 5 ноя 2022  | Висла               | Malinka                     | HS134 |
| 7  | 2022/23 | 6 ноя 2022  | Висла               | Malinka                     | HS134 |
| 8  | 2022/23 | 11 дек 2022 | Титизе-Нойштадт     | Hochfirstschanze            | HS142 |
| 9  | 2022/23 | 18 дек 2022 | Энгельберг          | Gross-Titlis-Schanze        | HS140 |
| 10 | 2022/23 | 4 янв 2023  | Инсбрук             | Бергизель                   | HS128 |